# 사라센

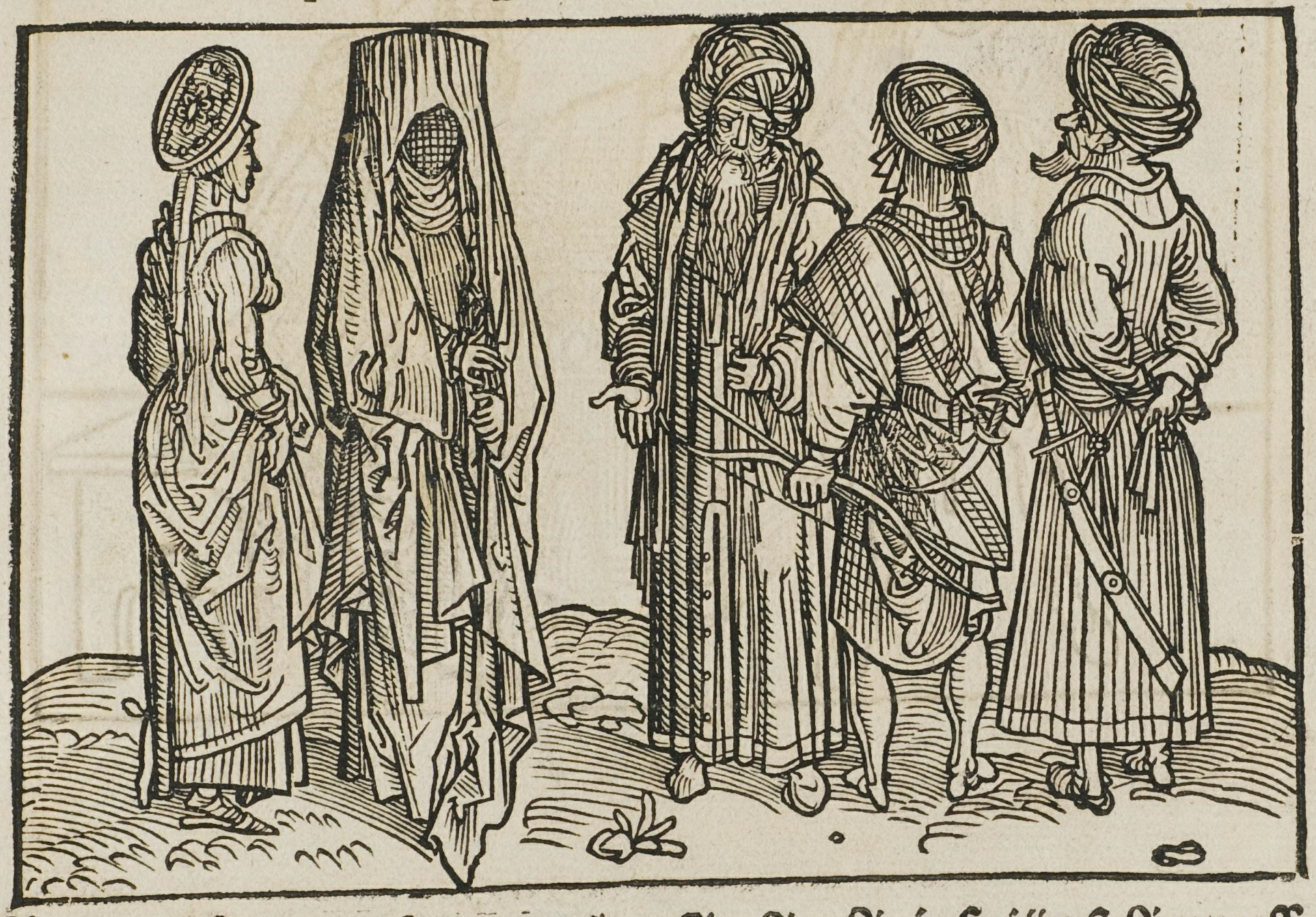

사라센(Saracen)은 대체로 아라비아 반도, 이집트 등지를 아우른 이슬람 제국의 사람들을 말하는 용어이다. 원래 로마 제국 말기에 시나이반도에 사는 유목민들을 가리키는 말이었다. 그리스어 Σαρακηνός에서 유래 했는데 이 말은 아랍어의 '동쪽에 사는 사람들'이란 뜻의  شرقيين (사라킨)이라는 단어에서 기원했다고 한다.
아라비아 지역에 기독교가 자리잡은 이후에는 아라비아에 사는 민족을 통칭하는 말로 쓰이다가 7세기 이슬람교가 성립한 뒤부터는 사실상 이슬람교도와 동일한 의미로 쓰였다. 특히 시칠리아와 남부 이탈리아반도의 이슬람교도를 지칭하는 말로 쓰인다. 중세 초기 비잔티움 제국에서 사용하는 단어였는데 십자군을 거치면서 서유럽에 전파되었다.
옛날에는 그리스·로마에 살던 라틴문화권 사람들이 시리아 초원의 유목민을 사라세니(Saraceni)라고 부른 데서 연유하였다. 7세기 이슬람의 발흥(勃興) 이후로는 비잔티움인(人)이 이슬람교도 전반을 가리키는 용어로 이 말을 사용하였고, 십자군을 통하여 서유럽 전역에서 이 호칭이 사용되었다.

## 같이 보기
- 무하지룬
- 초기 무슬림 정복
- 세르클란드
- 무어인